# Selenops formosus
Espèce
Selenops formosus est une espèce d'araignées aranéomorphes de la famille des Selenopidae.

## Distribution
Cette espèce est endémique de Cuba.

## Description
La femelle holotype mesure 9,5 mm.
Le mâle décrit par Alayón en 2005 mesure 7,30 mm et la femelle 9,50 mm.

## Publication originale
- Bryant, 1940 : Cuban spiders in the Museum of Comparative Zoology. Bulletin of the Museum of Comparative Zoology, vol. 86, no 7, p. 247-554 (texte intégral).